# Брайтон/Уэртинг/Литлхэмптон
Брайтон/Уэртинг/Литлхэмптон — крупнейшая городская агломерация региона Юго-Восточная Англия с населением более 400 тысяч человек.
По данным ONS в 2001 году городская агломерация Ноттингем состояла из 6 населенных пунктов с общей численностью населения 461 181 человек.

## Список населенных пунктов
Населенные пункты городской агломерации Брайтон/Уэртинг/Литлхэмптон приведены в порядке убывания численности населения.
- Брайтон 134 293
- Уэртинг 96 964
- Хоув 72 335
- Литлхэмптон 55 716
- Сомптинг/Лансинг 30 360
- Роттингдин/Солтдин 21 411